# Carl Briese

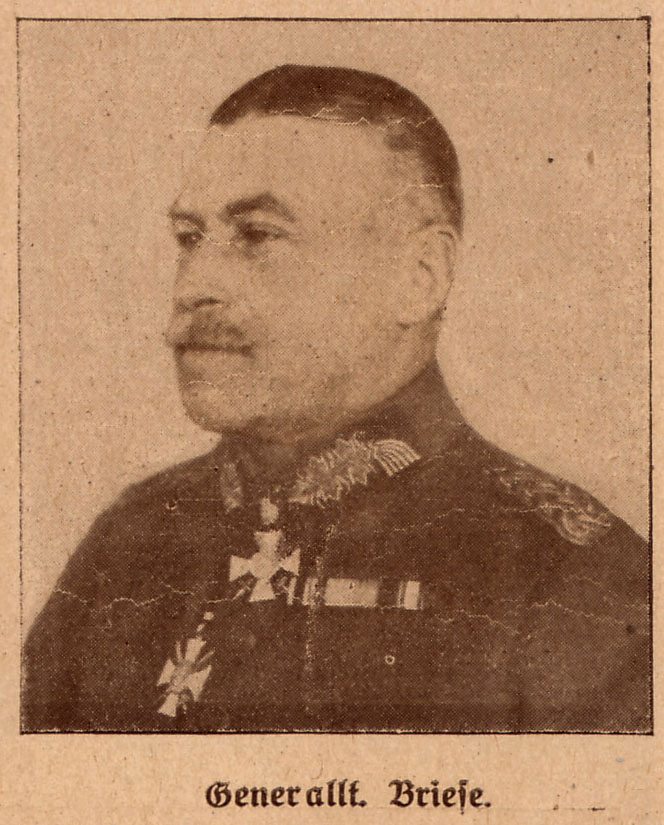
Generalleutnant Carl Briese

Carl Briese (* 23. November 1858 in Lobosin; † 5. Januar 1931 in Potsdam) war ein preußischer Generalleutnant im Ersten Weltkrieg.

## Leben
Briese trat am 1. April 1879 als Fahnenjunker in das 4. Pommersche Infanterie-Regiment Nr. 21 der Preußischen Armee in Bromberg ein, wurde hier am 16. Oktober 1879 zum Fähnrich ernannt sowie am 14. Oktober 1880 zum Sekondeleutnant befördert. Vom 15. Juli 1884 bis 30. Juli 1888 fungierte er als Adjutant des III. Bataillons, wurde am 22. Mai 1889 zum Premierleutnant befördert und als solcher am 1. April 1890 Adjutant des Bezirkskommandos Thorn. In dieser Stellung verblieb Briese bis zu seiner Rückversetzung am 16. Januar 1892 als Regimentsadjutant in seine Stammeinheit. Nachdem Briese am 12. September 1894 zum Hauptmann befördert worden war, ernannte man ihn kurz darauf am 18. Oktober zum Chef der 4. Kompanie. Diese führte er bis zum 21. Juli 1900 und wurde anschließend Adjutant der 5. Division in Frankfurt (Oder). Zeitgleich mit der Beförderung zum Major folgte am 27. Januar 1902 seine Versetzung in das in Lyck stationierte 2. Masurische Infanterie-Regiment Nr. 147. Zwei Jahre später übernahm er dann als Kommandeur das Füsilier-Bataillon des Grenadier-Regiments „Prinz Carl von Preußen“ (2. Brandenburgisches) Nr. 12 und ein weiteres Jahr darauf das II. Bataillon. Mit der Beförderung zum Oberstleutnant am 18. August 1908 rückte Briese in den Regimentsstab auf. Vom 19. November 1909 bis 30. September 1912 fungierte er dann zunächst als Kommandeur des Bezirkskommandos Berlin I sowie anschließend bis 26. Januar 1913 als Kommandeur des Bezirkskommandos Berlin II. Als Oberst (seit 13. September 1911) ernannte man Briese am 27. Januar 1913 zum Kommandeur des Infanterie-Regiments „General-Feldmarschall Prinz Friedrich Karl von Preußen“ (8. Brandenburgisches) Nr. 64 in Prenzlau.
Mit Ausbruch des Ersten Weltkriegs gab Briese das Regiment ab und wurde Kommandeur der 9. Reserve-Infanterie-Brigade, mit der er an der Westfront zum Einsatz kam. Hier erfolgte am 19. August 1914 seine Beförderung zum Generalmajor. Mit seiner Brigade beteiligte Briese sich an den Kämpfen um Antwerpen und war maßgeblich an der Eroberung der Festung beteiligt. Nach der Kapitulation zog die Brigade als erste deutsche Truppe in die Stadt ein. Am 26. Oktober 1914 gab Briese sein Kommando ab und wurde bis 6. April 1915 als Offizier von der Armee zur Verfügung gestellt. Im Zuge der Aufstellung der 113. Infanterie-Division wurde am 7. April 1915 zeitgleich die 225. Infanterie-Brigade gebildet, deren erster Kommandeur Briese war. Im Verbund mit der Armeeabteilung C kämpfte die Brigade zunächst zwischen Maas und Mosel, wurde im September in der Herbstschlacht in der Champagne eingesetzt und kam Ende Februar 1916 nach Verdun, wo sie bis zur Ablösung an den Kämpfen um das Fort Douaumont mitwirkte.
Am 29. Juni 1916 ernannte man Briese zum Kommandeur der 21. Reserve-Division, mit der er sich an den Kämpfen um Verdun beteiligte. Im April 1917 beteiligte sich die Division an der Abwehrschlacht an der Aisne und im November an der Schlacht von Cambrai. Während der Deutschen Frühjahrsoffensive wurde Briese am 22. März 1918 zum Generalleutnant befördert.
Nach Kriegsende führte Briese seine Division in die Heimat zurück, wo sie demobilisiert wurde. Briese wurde dann am 4. Januar 1919 zum Kommandeur der 12. Division ernannt, mit der er die schlesische Grenze sicherte. Man beauftragte ihn am 28. Juni 1919 mit der Führung des in Breslau stehenden und ebenfalls zum Grenzschutz eingesetzten VI. Armee-Korps. Bereits im August 1919 wurde er abgelöst, zu den Offizieren von der Armee überführt und am 10. Oktober 1919 aus dem aktiven Dienst entlassen.

## Auszeichnungen
- Roter Adlerorden III. Klasse mit der Schleife[1]
- Kronenorden III. Klasse[1]
- Preußisches Dienstauszeichnungskreuz[1]
- Ritterkreuz des Sonnen- und Löwenordens[1]
- Eisernes Kreuz (1914) II. und I. Klasse
- Ritterkreuz des Königlichen Hausordens von Hohenzollern mit Schwertern
- Pour le Mérite am 30. August 1918